# 東堤灣畔

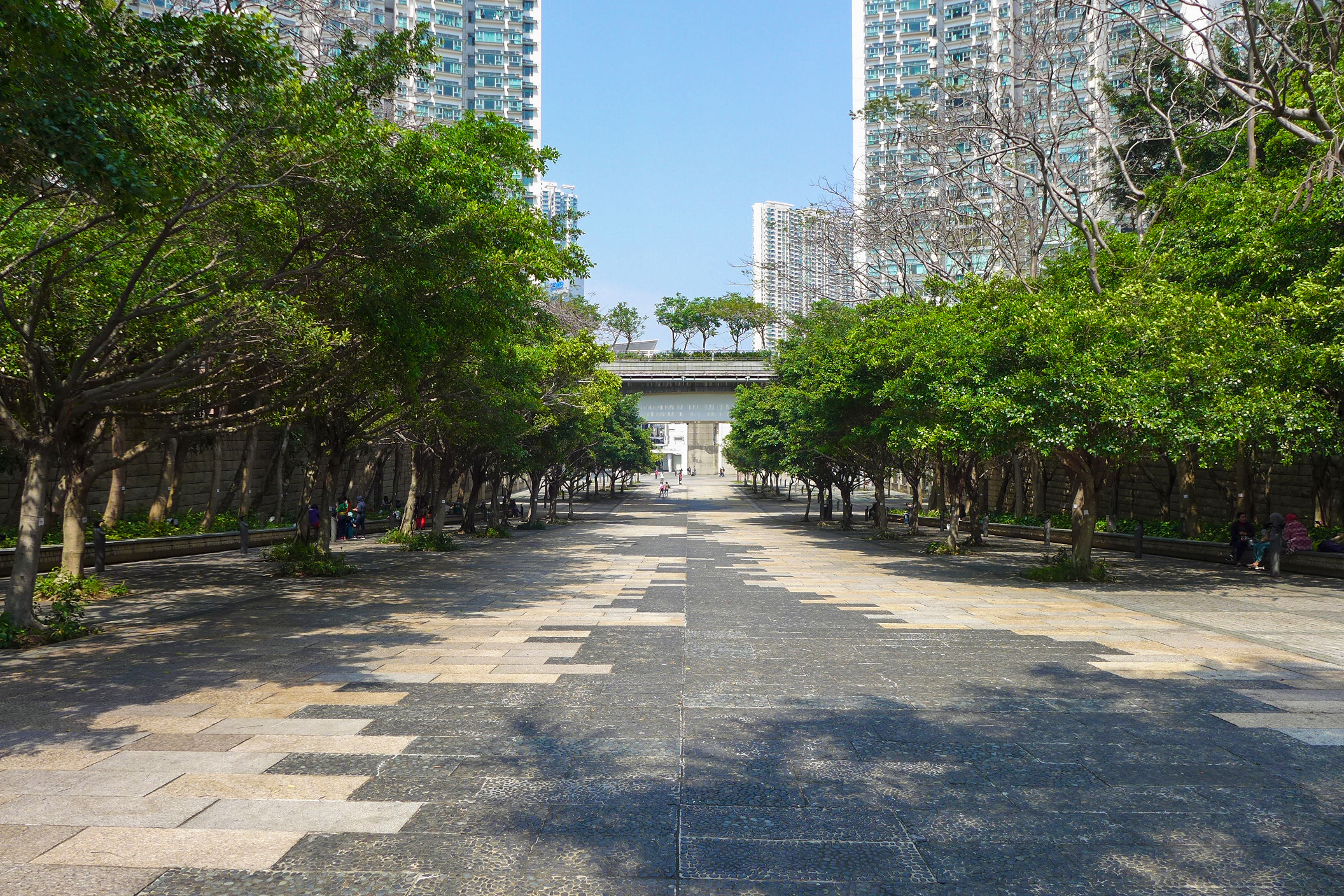
東堤灣畔的行人廣場，中間黑色地磚代表小溪，兩側棕色的部份代表溪邊稻田

東堤灣畔（英語：Tung Chung Crescent）位於香港新界大嶼山東涌慶東街1號，是一個由前地鐵公司（現港鐵公司）、恒基兆業地產、新世界發展、太古地產、恒隆地產和新鴻基地產發展的大型住宅項目，亦是首個公開招標的港鐵東涌站上蓋物業，於1995年連同海堤灣畔及東薈城一併批出發展權，1999年8月至12月落成入伙，承建商為協興建築。開售時首批單位平均呎價為3,138港元。
該住宅由8幢29至43層高住宅和一個會所組成，提供2,158個單位和約507個車位。東堤灣畔由吳享洪建築師有限公司和栢誠集團合作設計，物業曾於1999年獲得香港建築師學會「銀牌獎」。

## 樓宇資料
東堤灣畔不設第4座。以下是各座的樓層數目：
| 座數    | 層數 | 座數    | 層數 |
| ------- | ---- | ------- | ---- |
| 第 1 座 | 29   | 第 2 座 | 31   |
| 第 3 座 | 31   | 第 5 座 | 34   |
| 第 6 座 | 37   | 第 7 座 | 40   |
| 第 8 座 | 42   | 第 9 座 | 43   |

## 設施
屋苑主要配套設施是一個80,000多平方呎會所，會所入口設於第6座對面及可從各座乘電梯直達的P3平台，另設一個建於圓形廣場上的平台（面積約15萬平方呎）和一個園林花園。會所採用雙層式設計，設有戶外園林式泳池、按摩池、網球場、籃球場、室內多用途運動場、健身室和兒童遊樂場等設施。

## 周邊設施
該住宅鄰近港鐵東涌站、東涌纜車站、巴士總站、東涌郵政局、東涌游泳池，大型商場東薈城，富東廣場和富東街市。
東堤灣畔8座住宅大廈之間的行人廣場以不同顏色的地磚所組成。中間黑色的部份是代表小溪，兩側棕色的部份是代表溪邊的稻田。小溪沿沿流向東薈城廣場，棕色及灰色的石磚是代表沙灘，綠色和灰色的部份是代表潮汐。東薈城廣場上更設有舢板造型的座椅，至於噴泉的噴水則是代表海浪拍岸時所濺起的水花。

## 圖集

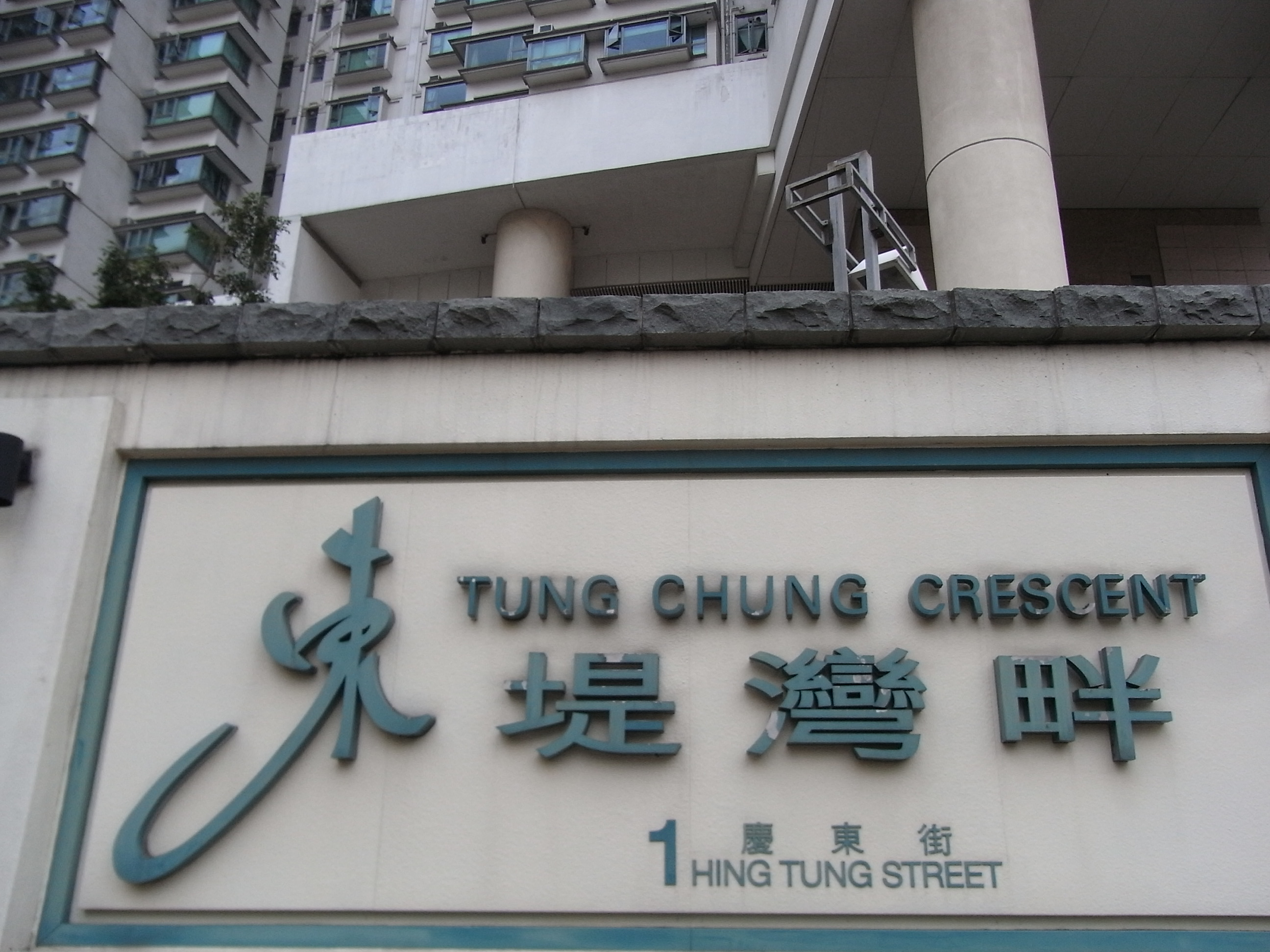
東堤灣畔1至3座停車場入口的標牌
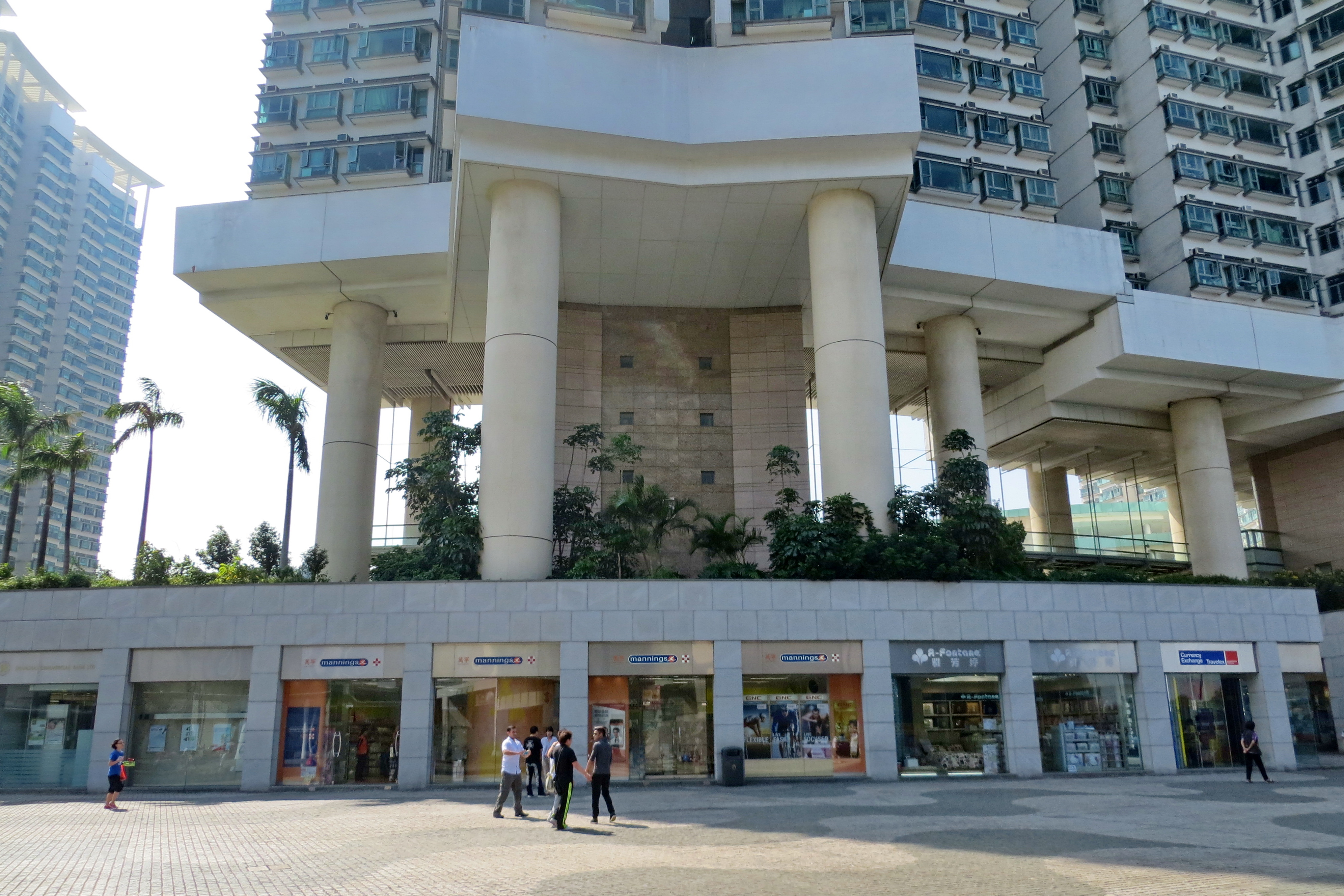
東堤灣畔的商店
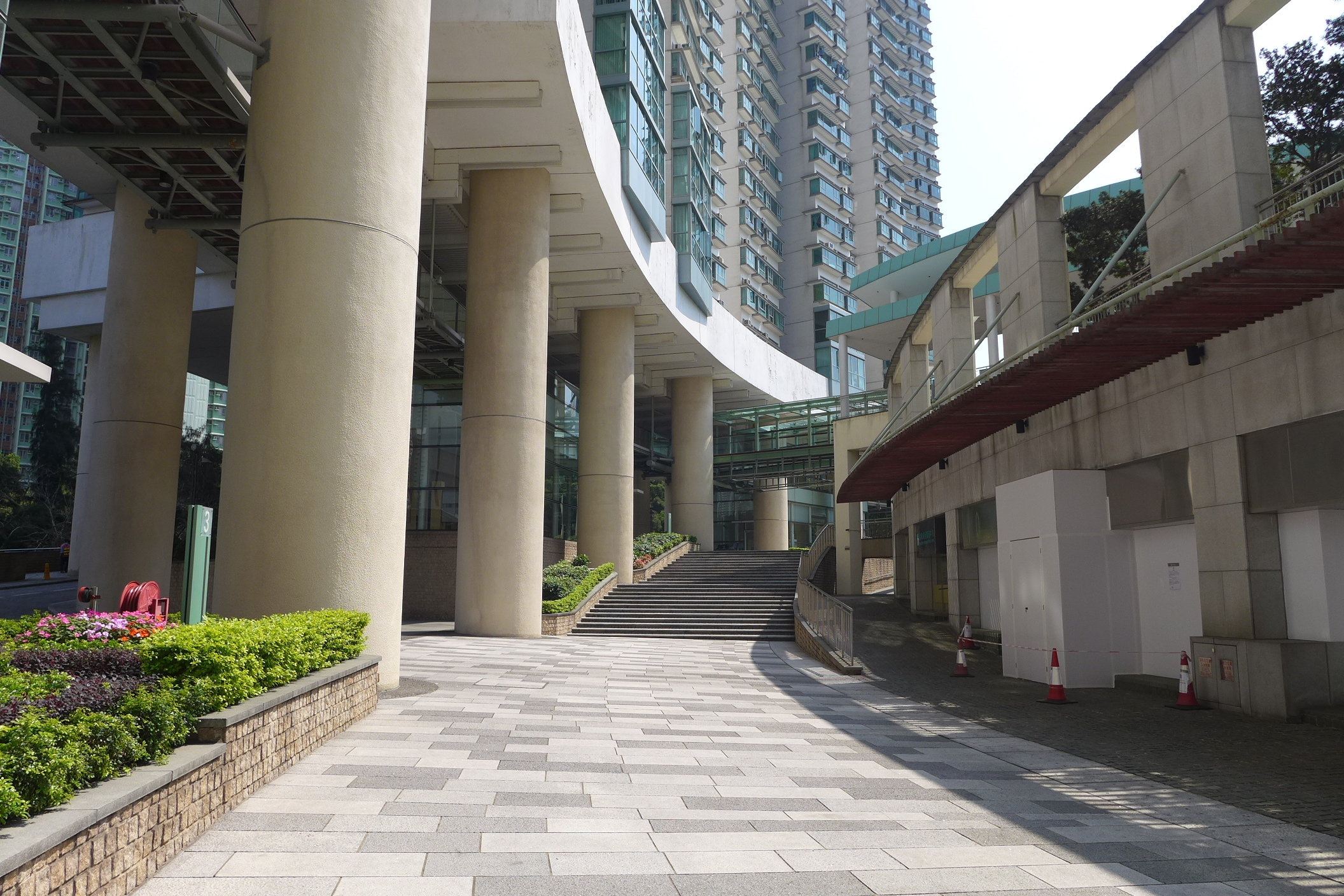
第1至3座住宅入口
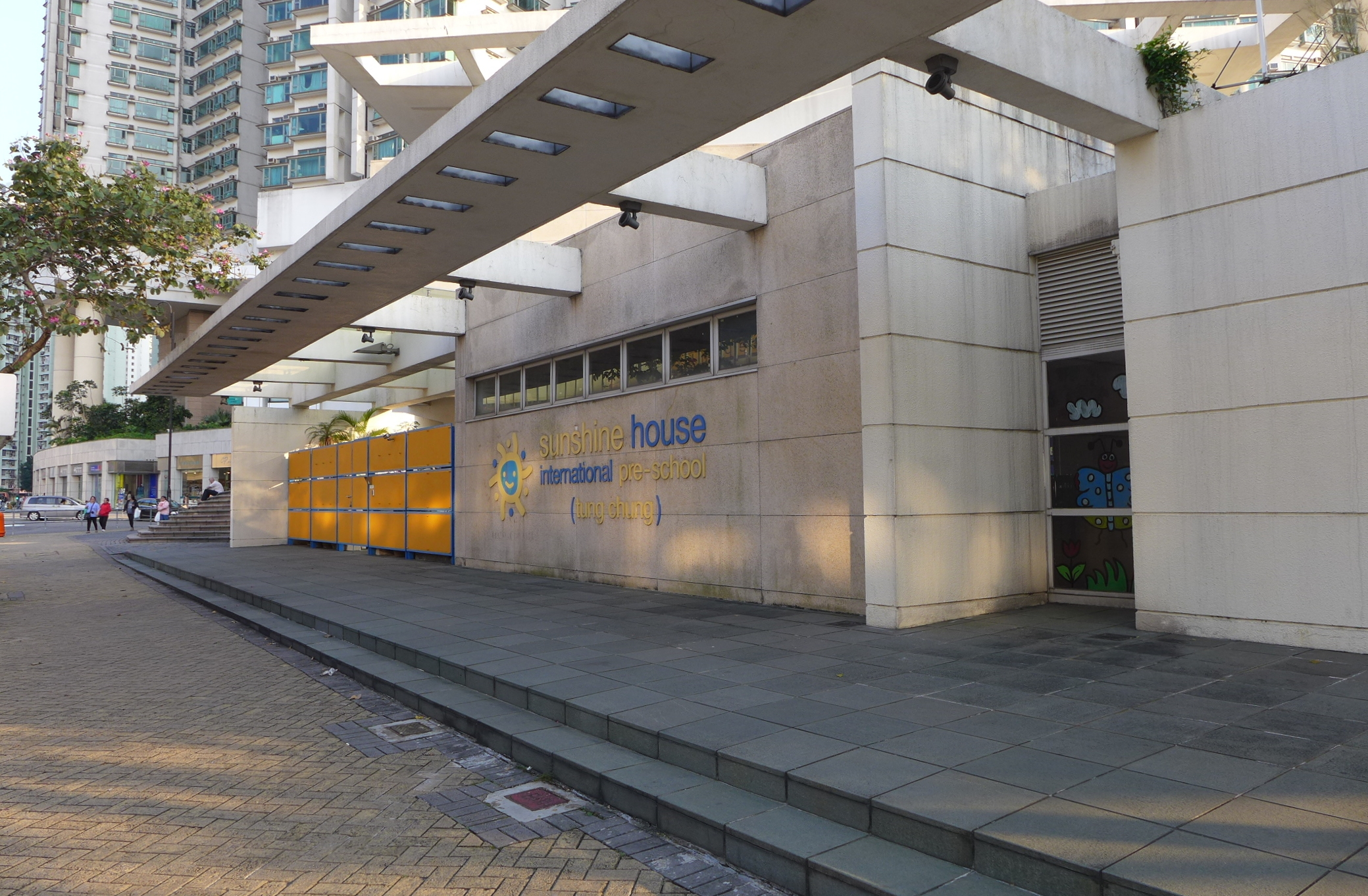
sunshine house int'l pre-school幼稚園
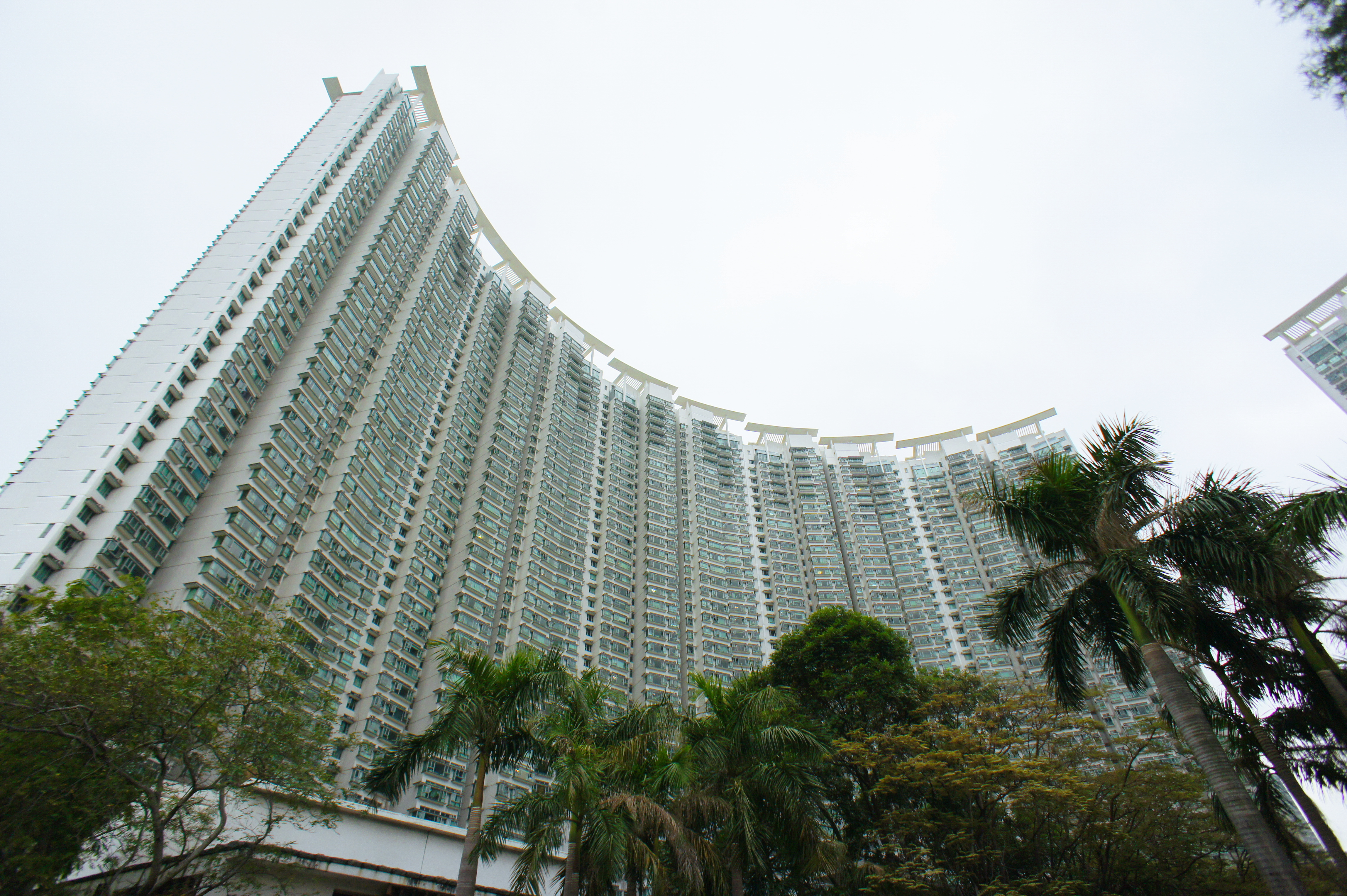
從順東路向北望東堤灣畔的第5至9座